# Skallesø
Skallesø är en sjö på Jylland i Danmark. Den ligger på gränsen mellan kommunerna Holstebro och Skive. Skallesø ligger 3 meter över havet. Dess frånflöde är den 50 m långa Hindså som går till Flyndersø.
Skallesø är ett fågelskyddsområde och ingår i Natura 2000 området Hjelm Hede, Flyndersø og Stubbergård Sø.